# Torres de Montes
Torres de Montes es una localidad de la comarca Hoya de Huesca que pertenece al municipio de Blecua y Torres en la provincia de Huesca (España). Situado en una hondonada 24 km al este de Huesca. En este pueblo se vive de la agricultura. Celebra las fiestas mayores en honor de san Rafael el fin de semana más cercano al 24 de octubre, celebra la festividad del "O viejo remolón" la semana anterior a Semana Santa y la fiestas de verano a finales de julio. Como actos culturales también destaca la romería a Liesa que se celebra en el mes de mayo

## Demografía
| Gráfica de evolución demográfica de Torres de Montes entre 1842 y 1960 |
| |
| Población de derecho según los censos de población del INE Población de hecho según los censos de población del INEEntre el censo de 1970 y el anterior, este municipio desaparece porque se integra en el municipio Blecua y Torres |

| 1900 | 1910 | 1920 | 1930 | 1940 | 1950 | 1960 | 1970 | 1981 | 1991 | 2001 | 2004 | 2015 | 2018 |
| ---- | ---- | ---- | ---- | ---- | ---- | ---- | ---- | ---- | ---- | ---- | ---- | ---- | ---- |
| 399  | 406  | 369  | 380  | 393  | 353  | 271  | 184  | 126  | 108  | 119  | 112  | 117  | 110  |

## Historia
- El 29 de septiembre de 1348, el rey Pedro IV de Aragón dio a Juan Fernández de Heredia el lugar y castillo de Torres de Montes (SINUÉS, N.º. 564)
- El 20 de abril de 1458, el rey Juan II de Aragón ordenó que se ocupase el castillo de Torres de Montes mientras durasen los pleitos entre Felipe de Castro y Pedro Larraz (SINUÉS, n.º 841)
- En 1969 se fusiona con la localidad de Blecua formando el municipio denominado Blecua y Torres.

## Monumentos
- Parroquia dedicada a Santos Reyes
- Restos del antiguo castillo de Torres De Montes
- Ermita de San Miguel (Ruinas)
- Ermita de Santa Ana
- Fuente de o` lugar
- Acueducto y balsa de Aisa
- Cueva fecundante de Mazú